# Halomonadaceae
{{automatic taxobox-lat
| name = 
| image = GFAJ-1 (grown on phosphorus).jpg
| image_caption = GFAJ-1 uzgajena na fosforu.
| taxon = Halomonadaceae
| subdivision_ranks = Genera
| subdivision = -{
Carnimonas

Chromohalobacter

Cobetia

Halomonas

Portiera

Zymobacter}-
}}
Halomonadaceae su familija halofilnih proteobakterija. Ova familija je originalno formirana 1988. i sadrži rodove Halomonas i Deleya. Chromobacterium marismortui je reklasifikovana 1989. kao Chromohalobacter marismortui, čime je formiran treći rod familije Halomonadaceae.

## Spoljašnje veze
- „Potraga za vanzemaljskim životom na zemlji“
- Otkriće života baziranog na toksičnoj hemikaliji Архивирано на веб-сајту  (28. август 2011)